# Etnia (álbum)
Etnia es el decimocuarto álbum de la orquesta de salsa colombiana Niche, grabado a finales de 1995, fue la última producción distribuida por Codiscos. En esta producción, el grupo incursionó con otros ritmos típicos colombianos como la cumbia en la canción «La canoa ranchaá», que se convirtió en un éxito radial al igual que la pieza de salsa romántica «La magia de tus besos».

## Antecedentes
A finales de 1995, Charlie Cardona comunica que no desea renovar contrato con el grupo y que pretende iniciar una carrera en solitario; por lo que Codiscos acuerda con Jairo Varela no contar con la participación del vocalista en el nuevo disco. Es aquí donde escogen a un joven Álvaro Granobles, cantante con una tesitura parecida a la de Cardona, para grabar el tema «Calla» y participar en los coros del disco como vocalista invitado, ya que aún pertenecía a la orquesta Octava Dimensión. El 7 de diciembre de 1995, Jairo Varela, director del Grupo Niche, es detenido por enriquecimiento ilícito.
Finalmente Charlie se retira del grupo en julio de 1996.

## Lista de canciones
Todas las canciones escritas y compuestas por Jairo Varela. 
| Lado A |                         |                |          |  |
| N.º    | Título                  | Intérprete(s)  | Duración |  |
| 1.     | «La canoa ranchaá»      | Javier Vásquez | 4:42     |  |
| 2.     | «La magia de tus besos» | Willy García   | 4:42     |  |
| 3.     | «Cobarde»               | Willy García   | 5:28     |  |
| 4.     | «No me pidas perdón»    | Willy García   | 5:18     |  |

| Lado B |                        |                  |          |  |
| N.º    | Título                 | Intérprete(s)    | Duración |  |
| 1.     | «Etnia»                | Willy García     | 5:28     |  |
| 2.     | «Calla»                | Álvaro Granobles | 4:40     |  |
| 3.     | «Amanecerás y veremos» | Willy García     | 4:50     |  |
| 4.     | «Dominicana»           | Javier Vásquez   | 4:41     |  |

## Créditos

### Músicos
- Bajo: Daniel Silva
- Cantantes: Willy García, Javier Vásquez, Álvaro Granobles
- Coros: Álvaro Granobles, Willy García, Javier Vásquez, Carlos Guerrero
- Percusión: Bobby Allende, Luisito Quintero, Douglas Guevara
- Percusión menor: Carlos Guerrero
- Piano: Carlos Vivas, Álvaro "Pelusa" Cabarcas (en «Dominicana»)
- Trombón 1: Daniel Alfonso
- Trombón 2: Néstor Agudelo
- Trombón 3: Leo Aguirre
- Trompeta 1 y 3: José Aguirre
- Trompeta 2: Oswaldo Ospino

### Producción
- Arreglos, concepto general, mezcla y producción musical: Jairo Varela
- Arreglos: José Aguirre, Carlos Vivas (colaboración especial)
- Ingeniero: Guido Machado, Guillermo Varela (asistente)
- Transcripción y armonización: José Aguirre